# Liste der denkmalgeschützten Objekte in Broumov u Zadního Chodova
Grundlage dieser Liste der denkmalgeschützten Objekte in Broumov u Zadního Chodova ist die ÚSKP-Liste (Ústřední seznam kulturních památek České republiky, deutsch Zentrale Liste der Kulturdenkmäler der Tschechischen Republik), die von der tschechischen Denkmalschutzbehörde NPÚ (Národní památkový ústav, deutsch Nationale Denkmalbehörde) seit 1987 geführt wird und an die seit dem Jahr 1850 geschaffenen Listen anschließt.

## Denkmalgeschützte Objekte nach Ortsteilen

### Broumov u Zadního Chodova
| Lage                                                              | Objekt             | Beschreibung                 | ÚSKP-Nr.                  | Bild               |
| ----------------------------------------------------------------- | ------------------ | ---------------------------- | ------------------------- | ------------------ |
| Broumov 30, unterhalb des Dorfes, unweit der verfallenen Mühle () | Schloss Broumov    | Schloss                      | 40853/4-1980 Info Katalog | Schloss Broumov    |
| Broumov 1, an der Landstraße nach Zadní Chodov ()                 | Jánský Schlösschen | Schloss - Jánský Schlösschen | 34304/4-1979 Info Katalog | Jánský Schlösschen |